# Gmina Ellington (hrabstwo Hancock)

Położenie Gminy Ellington w hrabstwie Hancock

Gmina Ellington (ang. Ellington Township) – gmina w USA, w stanie Iowa, w hrabstwie Hancock. Według danych z 2000 roku gmina miała 550 mieszkańców, a jej powierzchnia wynosi 92,57 km².